# Think Small
 (mars 2025).
Think Small est une campagne publicitaire pour la Volkswagen Coccinelle, réalisée par Helmut Krone . Le texte de Think Small a été rédigé par Julian Koenig à l'agence Doyle Dane Bernbach (DDB) en 1959,. La campagne Volkswagen Beetle de Doyle Dane Bernbach a été classée comme la meilleure campagne publicitaire du XXe siècle par Ad Age, dans une enquête sur les publicités nord-américaines. Koenig a été suivi par de nombreux autres auteurs pendant la direction artistique de Krone sur les 100 premières publicités de la campagne, notamment Bob Levenson. La campagne a été considérée comme tellement réussie qu'elle « a fait bien plus que stimuler les ventes et créer une fidélité à la marque à vie [...] La publicité et le travail de l'agence de publicité qui la soutenait ont changé la nature même de la publicité, de la façon dont elle est créée à ce que l'on voit en tant que consommateur aujourd'hui. » 

## Contexte
Dans l'Amérique des années 1960 qui conjugue superpuissance et société de consommation, les constructeurs automobiles répondent par la taille aux besoins des familles de baby-boomers et aux passionnés de «muscle cars». La Coccinelle, est au contraire une «automobile compacte et d'apparence étrange», qui plus est fabriquée dans une usine construite par les nazis à Wolfsburg, en Allemagne. À cette époque, si les publicités en général sont assez fantaisistes, la publicité automobile se contentent souvent de fournir des informations précises sur les voitures.

## Campagne
Helmut Krone conçoit au même moment les campagnes « Lemon » et « Think Small ». Krone s'associe au rédacteur Julian Koenig pour développer les publicités «Think Small» et «Lemon» pour Volkswagen sous la supervision de William Bernbach. L'agence DDB construit une campagne imprimée axée sur la forme de la Coccinelle, plus petite que la plupart des voitures vendues à l'époque. Cette mise en scène unique dans une publicité automobile attire l'attention sur la Coccinelle. DDB travaille avec «la simplicité à l'esprit, contredisant l'association traditionnelle de l'automobile avec le luxe». Les publicités imprimées pour la campagne sont principalement remplies d'espaces blancs, avec une petite image de la Coccinelle, ce qui est censé souligner sa simplicité et son minimalisme, et le texte et les petits caractères qui apparaissent au bas de la page énumèrent de façon simple les avantages de posséder une petite voiture.
L’exécution créative rompt avec les conventions de plusieurs manières. Bien que la mise en page utilise le format traditionnel (image, titre et corps en trois colonnes), d'autres différences sont subtiles mais suffisantes pour faire ressortir la publicité. L'utilisation d'une police sans empattement à une époque où les polices avec empattement sont courantes; le slogan «Think Small» suivi d'un point; le texte rempli de veuves et d'orphelins, conçus pour donner à la publicité une impression naturelle et honnête. L'image de la voiture placée dans le coin supérieur gauche et inclinée de manière à diriger l'attention du lecteur vers le titre. Finalement, l'annonce imprimée en noir et blanc, à une époque où les publicités en couleur sont largement utilisées.

## Livres
Un livre promotionnel de 1967 intitulé Think Small est distribué en cadeau par les concessionnaires Volkswagen. Charles Addams, Bill Hoest, Virgil Partch, Gahan Wilson et d'autres grands dessinateurs de cette décennie dessinent des caricatures montrant des Volkswagen, et celles-ci sont publiées avec des essais amusants sur l'automobile par des humoristes tels que H. Allen Smith, Roger Price et Jean Shepherd . La conception du livre juxtapose chaque dessin à une photographie du créateur du dessin.
La campagne a fait l'objet de plusieurs ouvrages, avec une analyse scientifique sérieuse des facteurs clés de succès de la campagne, notamment : Think Small: The Story of those Volkswagen Ads de Frank Rowsome (1970) ; Think Small: The Story of the World's Greatest Ad (2011) de Dominik Imseng ; et Thinking Small: The Long, Strange Trip of the Volkswagen Beetle (2012) d'Andrea Hiott.